# Якобсен, Кристоффер
Кристофер Якобсен (швед. Kristoffer Jakobsen; род. 9 сентября 1994, Буден, Норрботтен) — шведский горнолыжник, призёр чемпионатов мира в командных соревнованиях. Участник Олимпийских игр 2018 и 2022 годов.

## Карьера
Дебют на Кубке мира состоялся 23 октября 2016 года в гигантском слаломе в Зельдене, где Кристоффер сошёл с дистанции в первом круге. Через три недели, 13 ноября, швед неожиданно занял двенадцатое место в слаломе в Леви. В 2017 году принял участие в первом для себя чемпионате мира, который состоялся в Санкт-морице, в гигантском слаломе занял 29-е место.
На Олимпийских зимних играх 2018 года в Пхёнчхане в командных соревнованиях в составе Швеции стал пятым, и неожиданно в слаломе занял высокое седьмое место.
На чемпионате мира 2021 года в Италии, в смешанном командном турнире завоевал серебряную медаль.
В Пекине, на зимних олимпийских играх 2022 года, в слаломе не смог финишировать, а в командных соревнованиях Швеция была только 10-й.
В феврале 2025 года на чемпионате мира в австрийском Зальбахе стал бронзовым призёром в смешанных командных соревнованиях в параллельной дисциплине.

## Результаты на крупнейших соревнованиях

### Зимние Олимпийские игры
| Олимпийские игры | Скоростной спуск | Супергигант | Гигантский слалом | Слалом | Комбинация | Команды |
| ---------------- | ---------------- | ----------- | ----------------- | ------ | ---------- | ------- |
| 2018 Пхёнчхан    | —                | —           | —                 | 7      | —          | 5       |
| 2022 Пекин       | —                | —           | —                 | DNF1   | —          | 10      |

### Чемпионаты мира
| Чемпионат мира          | Скоростной спуск | Супергигант | Гигантский слалом | Слалом | Комбинация | Команды | Паралл. гигантский слалом |
| ----------------------- | ---------------- | ----------- | ----------------- | ------ | ---------- | ------- | ------------------------- |
| 2017 Санкт-Мориц        | —                | —           | 29                | DNF1   | —          | —       | н/д                       |
| 2019 Оре                | —                | —           | —                 | DNF1   | —          | —       | н/д                       |
| 2021 Кортина-д’Ампеццо  | —                | —           | —                 | DNF2   | —          | 2       | —                         |
| 2023 Куршевель/Мерибель | —                | —           | —                 | DNF1   | —          | 11      | —                         |
| 2025 Зальбах            | —                | —           | —                 | —      | —          | 3       | —                         |

### Подиумы на этапах Кубка мира (4)
| № | Сезон   | Дата        | Место               | Дисциплина | Место |
| - | ------- | ----------- | ------------------- | ---------- | ----- |
| 1 | 2021/22 | 12 дек 2021 | Валь-д’Изер         | Слалом     | 2     |
| 2 | 2021/22 | 22 дек 2021 | Мадонна-ди-Кампильо | Слалом (2) | 3     |
| 3 | 2023/24 | 21 янв 2024 | Кицбюэль            | Слалом (3) | 2     |
| 4 | 2024/25 | 24 ноя 2024 | Обергургль          | Слалом (4) | 2     |